# Distrito de Durham
La Ciudad de Durham fue, de 1974 a 2009, un distrito no metropolitano del condado de Durham, en el Nordeste de Inglaterra, con el estatus de municipio y ciudad. 
Se formó el 1 de abril de 1974 y fue abolido en 2009 con los cambios estructurales del gobierno.